# Coppa delle Alpi 1964
La Coppa delle Alpi 1964 è stata la quinta edizione del torneo a cui hanno partecipato le squadre dei campionati italiano e svizzero.
La coppa è stata vinta dal Genoa, che ha sconfitto in finale il Catania.

## Fase a gironi

### Gruppo 1
| Squadra #1 | Ris. | Squadra #2 |
| ---------- | ---- | ---------- |
| Basilea    | 2-5  | Genoa      |
| Zurigo     | 2-1  | Atalanta   |
| Genoa      | 1-0  | Atalanta   |
| Zurigo     | 4-3  | Basilea    |
| Basilea    | 0-3  | Atalanta   |
| Zurigo     | 0-1  | Genoa      |

|  |    | Squadra  | Pt | G | V | N | P | GF | GS |
|  | -- | -------- | -- | - | - | - | - | -- | -- |
|  | 1. | Genoa    | 6  | 3 | 3 | 0 | 0 | 7  | 2  |
|  | 2. | Zurigo   | 4  | 3 | 2 | 0 | 1 | 6  | 5  |
|  | 3. | Atalanta | 2  | 3 | 1 | 0 | 2 | 4  | 3  |
|  | 4. | Basilea  | 0  | 3 | 0 | 0 | 3 | 5  | 12 |

### Gruppo 2
| Squadra #1 | Ris. | Squadra #2 |
| ---------- | ---- | ---------- |
| Servette   | 2-3  | Catania    |
| Biel       | 2-2  | Catania    |
| Catania    | 4-2  | Roma       |
| Servette   | 6-2  | Biel       |
| Servette   | 0-1  | Roma       |
| Biel       | 0-3  | Roma       |

|  |    | Squadra  | Pt | G | V | N | P | GF | GS |
|  | -- | -------- | -- | - | - | - | - | -- | -- |
|  | 1. | Catania  | 5  | 3 | 2 | 1 | 0 | 9  | 6  |
|  | 2. | Roma     | 4  | 3 | 2 | 0 | 1 | 6  | 4  |
|  | 3. | Servette | 2  | 3 | 1 | 0 | 2 | 8  | 6  |
|  | 4. | Biel     | 1  | 3 | 0 | 1 | 2 | 4  | 11 |

## Finale 3º posto
| Zurigo 30 giugno 1964 | Roma       | 4 – 1                                                                                    | Zurigo | Stadio Letzigrund |
| \| \| \| \| \| Manfredini 33’ Szabo 43’ (aut.) Orlando 50’ Manfredini 74’ \| Marcatori \| 49’ Meyer \| \| Matteucci Fontana Carpenetti Ardizzon Carpanesi Frascoli Orlando De Sisti Manfredini Angelillo Leonardi \| Formazioni \| Schley Stählin Brodmann von Burg Kaiserauer Szabo Brizzi Martinelli Rüefli Stürmer Meyer \| |            |                                                                                          |        |                   |
| |            |                                                                                          |        |                   |
| Manfredini 33’ Szabo 43’ (aut.) Orlando 50’ Manfredini 74’ | Marcatori  | 49’ Meyer                                                                                |        |                   |
| Matteucci Fontana Carpenetti Ardizzon Carpanesi Frascoli Orlando De Sisti Manfredini Angelillo Leonardi | Formazioni | Schley Stählin Brodmann von Burg Kaiserauer Szabo Brizzi Martinelli Rüefli Stürmer Meyer |        |                   |

## Finale
| Berna 1º luglio 1964 | Genoa      | 2 – 0                                                                                    | Catania | Wankdorfstadion |
| \| \| \| \| \| Piaceri 50’, 81’ \| Marcatori \| \| \| Da Pozzo Bagnasco Colombo Bassi Calvani Rivara Occhetta Bicicli Locatelli Meroni Piaceri \| Formazioni \| Branduardi Lampredi Bechelli Magi Alberti Biagini Corti Danova Fanello Cinesinho Cordova \| |            |                                                                                          |         |                 |
| |            |                                                                                          |         |                 |
| Piaceri 50’, 81’ | Marcatori  |                                                                                          |         |                 |
| Da Pozzo Bagnasco Colombo Bassi Calvani Rivara Occhetta Bicicli Locatelli Meroni Piaceri | Formazioni | Branduardi Lampredi Bechelli Magi Alberti Biagini Corti Danova Fanello Cinesinho Cordova |         |                 |